# João Pedro Rodrigues
Pour les articles homonymes, voir João Rodrigues (homonymie) et Rodrigues (homonymie).
João Pedro Rodrigues est un réalisateur, scénariste et monteur portugais, né le 20 septembre 1966 à Lisbonne.

## Biographie
João Pedro Rodrigues naît en 1966 à Lisbonne.
Dans sa jeunesse, il suit des études de biologie pour devenir ornithologue. En 1985, il s'inscrit à l'École supérieure de théâtre et de cinéma de Lisbonne pour quatre ans.
En septembre 2000, il présente son premier long métrage O Fantasma à la Mostra de Venise, où « sa sélection en compétition tenait d'un certain courage, tant ses partis pris sont extrêmes. Histoire quasiment sans paroles et purement nocturne, le film suit un jeune éboueur homosexuel dans des campagnes de drague et de voyeurisme de plus en plus obsessionnelles. De quoi faire fuir plus d'un spectateur ! (…) Rien que pour cette longue et hallucinante séquence finale, le film mériterait de figurer au palmarès », écrit le journaliste suisse Norbert Creutz dans Le Temps. Son film est également présenté au festival du film de Belfort - Entrevues, où il reçoit le grand prix du film étranger.
En 2016, à l'occasion de la sortie de L'Ornithologue (O Ornitólogo), le centre Pompidou organise une rétrospective intégrale de son œuvre.
En avril 2022, son film Feu follet (Fogo-fátuo) est sélectionné pour être présenté à la Quinzaine des réalisateurs du festival de Cannes en mai de la même année,,.

### Vie privée
João Pedro Rodrigues est ouvertement homosexuel.

## Filmographie

### Longs métrages
- 2000 : O Fantasma
- 2005 : Odete
- 2009 : Mourir comme un homme (Morrer como um homem)
- 2012 : La Dernière Fois que j'ai vu Macao (A Última Vez Que Vi Macau)
- 2016 : L'Ornithologue (O Ornitólogo)
- 2022 : Feu follet (Fogo-fátuo)

### Courts métrages
- 1988 : Le Berger (O Pastor)
- 1997 : Parabéns
- 2007 : China China
- 2011 : Aube Rouge (Alvorada Vermelha)
- 2012 : Ce qui brûle guérit (O Que Arde Cura)
- 2012 : Matin de la Saint-Antoine (Manhã de Santo António)
- 2012 : Le Corps du Roi (O Corpo de Afonso)
- 2013 : Mahjong

### Documentaires
- 1999 : Voyage à l'expo (Viagem à Expo)
- 1997 : Voici ma maison (Esta é a minha casa)
- 2011 : Alvorada Vermelha
- 2013 : Venice 70: Future Reloaded
- 2015 : IEC Long (court métrage)
- 2017 : Où en êtes-vous, João Pedro Rodrigues ? (court métrage)
- 2021 : Um Quarto na Cidade (court métrage)